# Saint-Pierre-de-Mons
Saint-Pierre-de-Mons är en kommun i departementet Gironde i regionen Nouvelle-Aquitaine i sydvästra Frankrike. Kommunen ligger i kantonen Langon som tillhör arrondissementet Langon. År 2022 hade Saint-Pierre-de-Mons 1 218 invånare.

## Befolkningsutveckling
Antalet invånare i kommunen Saint-Pierre-de-Mons
Referens:INSEE